# محوطه ده قاضی ۲
محوطه ده قاضی ۲ مربوط به هزاره سوم قبل از میلاد است و در شهرستان ایرانشهر، بخش بمپور، ۶/۲ کیلومتری غرب شهر بمپور واقع شده و این اثر در تاریخ ۳۰ بهمن ۱۳۸۶ با شمارهٔ ثبت ۲۱۱۷۲ به‌عنوان یکی از آثار ملی ایران به ثبت رسیده است.